# Nothochelone
Nothochelone é um género botânico pertencente à família Plantaginaceae. Tradicionalmente este gênero era classificado na família das Scrophulariaceae.

## Espécie
Nothochelone nemorosa

## Nome e referências
Nothochelone (Douglas ex Lindl. ) Straw